# Quadrophenia
(Pete Townshend, I've Had Enough / Sea and Sand)
Quadrophenia è il sesto album in studio del gruppo rock inglese The Who pubblicato come doppio LP il 26 ottobre 1973 dalla Track Records. Seconda opera rock della band dopo Tommy, è l'unico album degli Who interamente scritto dal solo Pete Townshend.
Venne certificato come disco di platino dalla Recording Industry Association of America. Nel 2000, la rivista Q l'ha classificato al 56º posto nella sua lista dei 100 migliori album britannici di sempre. La rivista statunitense Rolling Stone, nel 2012 lo ha inserito al 267º posto nella lista dei 500 migliori album di sempre. Il 9 novembre 2011, il disco è stato premiato con il Classic Album Award dalla rivista britannica Classic Rock.

## Antefatti
Il 1972 segnò la prima battuta d'arresto per The Who dai tempi degli esordi. Dopo il successo commerciale e di critica riscosso con i due album Tommy (1969) e Who's Next (1971), il gruppo faticava a produrne un seguito. In maggio – col supporto tecnico di Glyn Johns, già collaboratore per Who's Next – la band registrò nuovo materiale, tra cui due canzoni che sarebbero finite sul nuovo album, Is It In My Head e Love Reign o'er Me, e una mini-opera intitolata Long Live Rock – Rock Is Dead, che però finì per essere accantonata in quanto troppo derivativa di Who's Next.
In un'intervista rilasciata al settimanale Melody Maker nello stesso periodo, Pete Townshend dichiarò: «Devo mettere insieme un nuovo gruppo [...] Alla gente proprio non va di sedersi e di ascoltare tutto il nostro passato». Il chitarrista era frustrato per il fatto che la band non era stata in grado di produrre il film di Tommy (idea poi recuperata e realizzata nel 1975) e di portare a termine il suo complesso progetto musicale Lifehouse che, in forma ridotta, era poi divenuto Who's Next.
Townshend decise allora di seguire un suggerimento di Frank Zappa: produrre un'opera dall'andamento narrativo simile alla colonna sonora di un film. A differenza di Tommy, il lavoro avrebbe dovuto affondare le proprie radici nella realtà e raccontare una storia adolescenziale con la quale il pubblico potesse identificarsi. L'autore trasse ispirazione dal tema portante di Long Live Rock – Rock Is Dead e nell'autunno del 1972 iniziò la stesura di nuovo materiale, mentre il gruppo pubblicava alcuni brani inediti come Join Together e Relay per tenere viva la propria popolarità.
Nel frattempo, John Entwistle pubblicò il suo secondo album solista Whistle Rymes e anche Roger Daltrey incominciò a lavorare a qualche suo brano, mentre Keith Moon recitò nel film musicale That'll Be The Day. I lavori per il nuovo album si interruppero per gran parte del 1972, anche a seguito del coinvolgimento dei quattro nella rappresentazione orchestrale di Tommy a cura di Lou Reizner. Daltrey intanto completò il suo album da solista, che includeva il successo Giving It All Away e che sarebbe uscito nell'aprile 1973, alimentando così le voci di un imminente scioglimento di The Who. Nello stesso periodo, il cantante scoprì che i manager Kit Lambert e Chris Stamp avevano ricevuto grosse somme di denaro senza averne titolo e suggerì di licenziarli, decisione alla quale tuttavia Townshend si oppose fermamente.
Il chitarrista aveva intanto avuto da un fan degli Who della prima ora, "Irish" Jack Lyons, l'idea di scrivere qualcosa sulla storia del gruppo e sul suo pubblico. Fondendo assieme i caratteri di sei diversi fan – tra cui Lyons stesso – l'autore plasmò il personaggio di Jimmy, al quale volle dare una personalità scissa in quattro parti. Ciò portò al titolo Quadrophenia, parola inventata fondendo schizophrenia e quadraphonic. Con intento analogo Townshend ideò anche quattro temi musicali che a loro volta rappresentavano anche il carattere di ciascun membro di The Who: Bell Boy (Keith Moon), Is It Me? (John Entwistle), Helpless Dancer (Roger Daltrey) e Love Reign o'er Me (se stesso). Appena accennati tramite dissolvenze sul rumore del mare mosso che costituisce i primi due minuti del disco (il brano I Am the Sea), i quattro temi ricorrono – insieme o separatamente – diverse volte lungo tutta l'opera; anche i due lunghi brani strumentali dell'album, la title track e The Rock, si basano su di essi.

## Il racconto
Le vicende di Quadrophenia sono ambientate tra Londra e Brighton nel 1965. A narrarle in prima persona – in un unico, lungo flashback – è Jimmy, giovane mod della classe operaia londinese.
(Pete Townshend, Quadrophenia)

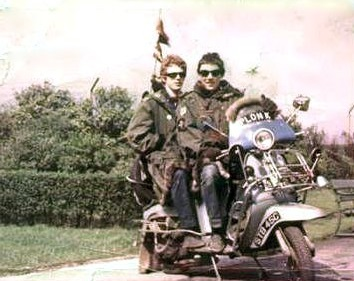
Due mod a bordo di una Lambretta 175 TV 3ª serie del 1962.

Jimmy ha disturbi caratteriali con repentini sbalzi d'umore, complice anche l'assunzione di anfetamine, per cui va da uno psichiatra una volta alla settimana, apparentemente senza trarne giovamento. Il medico sostiene che soffra di schizofrenia. Con i genitori Jimmy ha un rapporto conflittuale e con i suoi coetanei si vergogna di andare ancora a scuola pur essendo già in età da lavoro, al punto che si è trovato un posto da spazzino, salvo poi mollarlo dopo soli due giorni con la scusa di uno sciopero.
Dopo aver assistito a Brighton a un concerto di The Who, gruppo mod per eccellenza, è diventato un fan e ha pure scambiato qualche parola con il loro chitarrista. Tuttavia anche l'appartenenza ai mod è segnata da difficoltà relazionali, tanto che la sua ex ragazza – con cui aveva fatto l'amore in un sacco a pelo proprio sulla spiaggia di Brighton – alla fine l'ha lasciato per il suo migliore amico.
Fuggito di casa, Jimmy trascorre due notti insonni sotto la sopraelevata di Hammersmith quindi, dopo aver accidentalmente distrutto il suo scooter – altro simbolo identitario dei mod – e aver contemplato il suicidio senza trovare il coraggio di attuarlo, s'imbottisce di anfetamine e sale sul treno per Brighton delle 5:15. Al suo arrivo nella città marittima, un tempo teatro di violente risse con i rocker, la trova semideserta e scopre fra l'altro che uno fra i leader più belli, "duri" e invidiati della sua banda ora si lascia sfruttare lavorando come facchino, per giunta nello stesso hotel di lusso del quale, all'epoca delle scorribande con i mod, aveva infranto per sfregio la porta a vetri.
Nella sua paranoia amplificata dalle sostanze, Jimmy si sente tradito da tutto e tutti – amici, donne, scuola, lavoro, musica rock, lo stesso movimento mod – e ha un crollo emotivo. Ruba perciò una barca a motore e, mentre anfetamine e gin trasformano nella sua mente il rombo dell'imbarcazione in un bordone, approda su un faraglione. Qui, sotto una pioggia torrenziale, ripercorre la sua vita (ossia l'intero racconto fino a quel momento) e finisce per avere una sorta di rivelazione pseudo-mistica sul proprio disturbo mentale. La barca nel frattempo è andata alla deriva da sola, lasciando Jimmy bloccato su quella roccia in mezzo al mare. La storia termina a questo punto, senza rivelare o anticipare la sorte del protagonista.

## Produzione

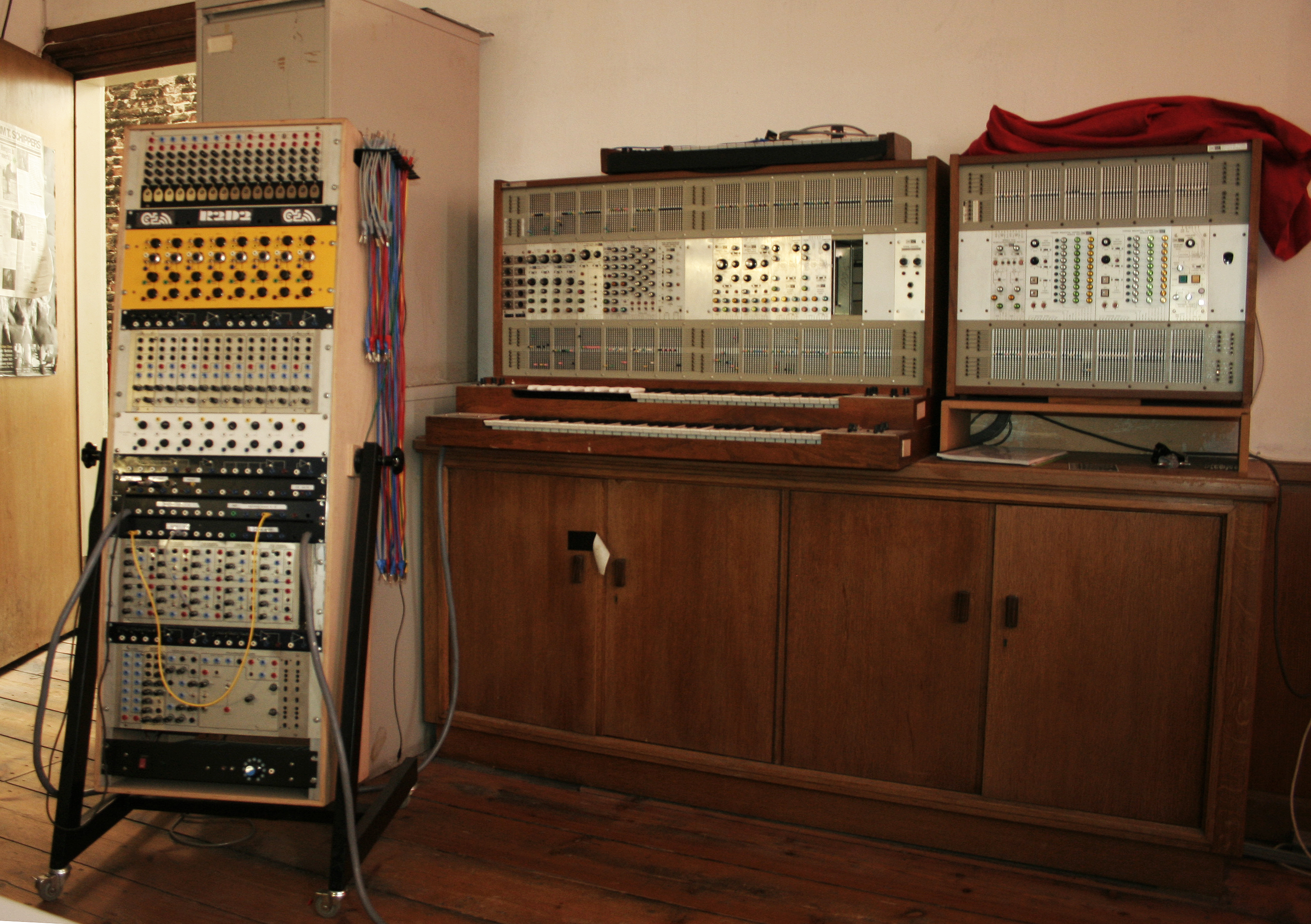
Il sintetizzatore ARP 2500, utilizzato ampiamente da Townshend su Quadrophenia.

All'epoca di Quadrophenia il gruppo aveva deciso di allestire il proprio studio di registrazione, i Ramport Studios a Battersea. Il lavoro per il disco cominciò a novembre del 1972, ma dopo cinque mesi mancava ancora un banco di missaggio adeguato. Fu Ronnie Lane, bassista degli Small Faces e amico di Townshend, a rendere disponibile il proprio studio mobile per le sessioni dell'album.
In maggio Kit Lambert si propose come produttore dell'album ma il suo atteggiamento lassista e poco professionale (ad alcune sedute non si presentò affatto) portò Daltrey a esigere che venisse rimosso dal ruolo. La band ingaggiò allora l'ingegnere del suono Ron Nevison per curare il lato prettamente tecnico della produzione; secondo quanto riferito da Nevison, a produrre di fatto l'intero album fu Townshend: «Tutto iniziava quando arrivava Pete, e tutto finiva quando Pete se ne andava».
In molti brani ciascun membro della band registrò le proprie parti separatamente; a differenza degli album precedenti, Townshend nei suoi demo aveva lasciato spazi vuoti per i vari contributi degli altri; l'unica canzone arrangiata collettivamente dal gruppo fu 5:15 e gli unici due brani costruiti direttamente in studio, senza cioè che Townshend ne registrasse provini in precedenza, furono gli stumentali Quadrophenia e The Rock. Molte parti di sintetizzatore furono registrate dal chitarrista nel suo studio casalingo. Secondo Nevison, l'ARP 2500 era impossibile da registrare in studio e i problemi di intonazione dello strumento, sensibile agli sbalzi di tensione, costrinsero Townshend a lavorarci sopra a casa per intere nottate. Al fine di ottenere una buona sezione d'archi sull'album, infine, l'autore comprò un violoncello che imparò a suonare nell'arco di due settimane.
John Entwistle incise la sua parte di basso in The Real Me in un'unica take, su un Gibson Thunderbird e durante l'estate trascorse svariate settimane ad arrangiare e registrare varie parti di strumenti a fiato. Keith Moon, che su Who's Next era stato costretto da Glyn Johns a suonare in maniera più eterodossa, tornò al proprio stile consueto in Quadrophenia e contribuì come voce solista al brano Bell Boy, nel quale utilizzò un registro interpretativo volutamente esagerato. Sul finale di Love, Reign o'er Me, Townshend e Nevison misero insieme per Moon un gran numero di strumenti a percussione, tra cui campane tubolari.
Townshend registrò personalmente anche vari effetti sonori, servendosi di un registratore portatile: ad esempio il rumore delle onde su una spiaggia della Cornovaglia o il fischio di un treno diesel catturato vicino alla sua casa di Goring-on-Thames. Il finale di The Dirty Jobs include un estratto da The Thunderer, marcia del 1889 di John Philip Sousa, eseguita da una banda di ottoni che Nevison registrò in diretta a Regent's Park. Dopo Helpless Dancer si odono i primi dieci secondi di The Kids Are Alright, singolo di The Who dal loro primo album My Generation (1965). Il disc jockey radiofonico Jon Curle presta la sua voce alla fine del brano Cut My Hair, simulando un radiogiornale che riporta gli scontri tra mod e rocker sulla spiaggia di Brighton. Assemblare i vari effetti sonori in fase di produzione si rivelò a tratti problematico; durante I Am the Sea, erano in funzione fino a nove registratori in contemporanea. Townshend, assieme a Nevison, incominciò il missaggio dell'album nell'agosto 1973, nel suo studio casalingo a Goring.

## Pubblicazione e accoglienza
In Gran Bretagna l'album fu preceduto dal singolo 5:15/Water, che beneficiò di una apparizione live della band a Top of the Pops il 4 ottobre 1973, e venne pubblicato il giorno seguente. Il singolo raggiunse la posizione numero 20 nella classifica britannica. Quadrophenia uscì nel Regno Unito il 26 ottobre, ma il pubblico inizialmente faticò a reperirlo nei negozi, per la scarsità di vinile dovuta alla crisi energetica del petrolio del 1973. In Gran Bretagna, Quadrophenia raggiunse la seconda posizione in classifica. Anche negli Stati Uniti, l'album salì fino alla posizione numero 2 nella classifica di Billboard, la piu alta mai raggiunta da un disco di The Who oltreoceano, mentre il singolo estratto per il mercato statunitense fu Love, Reign o'er Me/Water, pubblicato il 27 ottobre.
| Recensione                    | Giudizio       |
| ----------------------------- | -------------- |
| AllMusic                      | [ 35 ]         |
| Christgau's Record Guide      | A–             |
| Clash                         | [ 37 ]         |
| Digital Spy                   | [ 38 ]         |
| MusicHound Rock               | [ 39 ]         |
| OndaRock                      | Pietra miliare |
| The Rolling Stone Album Guide | [ 41 ]         |
| Piero Scaruffi                | [ 42 ]         |

L'album fu originariamente pubblicato come doppio LP in vinile accompagnato da un booklet con i testi, la trama della storia e fotografie a cura di Ethan Russell ad illustrarla; in queste, un ragazzo di nome Terry Kennett detto “Chad”, che Townshend aveva conosciuto nei pressi dello studio di registrazone, interpreta il ruolo di Jimmy.
La MCA Records ristampò l'album in formato doppio CD nel 1985. Successive ristampe si ebbero nel 1996 e nel 2011. Nel 1979, con l'uscita del film di Franc Roddam ispirato all'album, venne pubblicato l'album della colonna sonora con dieci dei diciassette brani del disco originale e l'aggiunta di tre inediti (Four Faces, Get Out and Stay Out e Joker James), più un'intera facciata contenente brani di altri artisti.
Quadrophenia fu accolto positivamente dalla critica musicale. Chris Welch del Melody Maker scrisse: «Raramente un gruppo ha avuto tale successo nel distillare la propria essenza e imbracciare una causa in maniera così convincente», mentre Charles Shaar Murray descrisse l'album su New Musical Express come «La più notevole esperienza musicale dell'anno». La reazione negli Stati Uniti fu generalmente positiva, sebbene Dave Marsh per la rivista Creem recensì il disco in maniera più critica. Lenny Kaye, scrisse su Rolling Stone che «Gli Who come gruppo non hanno mai suonato meglio» ma aggiunse anche che «Alle sue condizioni, Quadrophenia non raggiunge lo scopo». In una classifica di fine anno per Newsday, Robert Christgau piazzò il disco al settimo posto trovandolo esemplare di come i migliori album del 1973 «...Non riescono a premiare l'attenzione casuale, richiedono concentrazione, proprio come l'arte dei musei e nei libri di testo».
Le recensioni a posteriori di Quadrophenia sono anch'esse positive nella stragrande maggioranza dei casi. Scrivendo in Christgau's Record Guide: Rock Albums of the Seventies (1981), Christgau definì Quadrophenia più "opera" rispetto a Tommy, possedendo una trama scritta brillantemente anche se confusa, musica stridente ma melodica, e testi compassionevoli. Chris Jones, recensendo il disco per BBC Music disse «Tutta la grandezza degli Who è racchiusa qua dentro». Nel 2013 Billboard, recensendo l'album in occasione del suo 40º anniversario, scrisse: «Pieno di performance vigorose e piene di vita, profondità e personalità, Quadrophenia è 90 minuti di Who al loro meglio».

## Tracce
Testi e musiche di Pete Townshend.
Lato A
1. I Am the Sea (strumentale) – 2:08
2. The Real Me – 3:20
3. Quadrophenia (strumentale) – 6:15
4. Cut My Hair – 3:46
5. The Punk and the Godfather – 5:10

Durata totale: 20:39
Lato B
1. I'm One – 2:39
2. The Dirty Jobs – 4:30
3. Helpless Dancer – 2:32
4. Is It in my Head – 3:46
5. I've Had Enough – 6:14

Durata totale: 19:41
Lato C
1. 5:15 – 5:00
2. Sea and Sand – 5:01
3. Drowned – 5:28
4. Bell Boy – 4:56

Durata totale: 20:25
Lato D
1. Doctor Jimmy – 8:42
2. The Rock (strumentale) – 6:37
3. Love, Reign o'er Me – 5:48

Durata totale: 21:07

## Formazione
Gruppo
- Roger Daltrey – voce
- Pete Townshend – chitarra, piano, organo, sintetizzatore, violoncello, banjo, effetti sonori, voce
- John Entwistle – basso, corno, voce
- Keith Moon – batteria, percussioni, voce in Bell Boy

Ospiti
- Chris Stainton – pianoforte (tracce: B2, B3, C1, C3)
- Jon Curle – speaker radiofonico

## Classifiche

### Classifiche settimanali
| Classifica (1973/74) | Posizione massima |
| -------------------- | ----------------- |
| Australia            | 7                 |
| Austria              | 8                 |
| Canada               | 2                 |
| Germania             | 7                 |
| Italia               | 12                |
| Regno Unito          | 2                 |
| Stati Uniti          | 2                 |

### Classifiche di fine anno
| Classifica (1974) | Posizione |
| ----------------- | --------- |
| Germania          | 25        |
| Italia            | 34        |
| Stati Uniti       | 54        |